# Krev Kristova

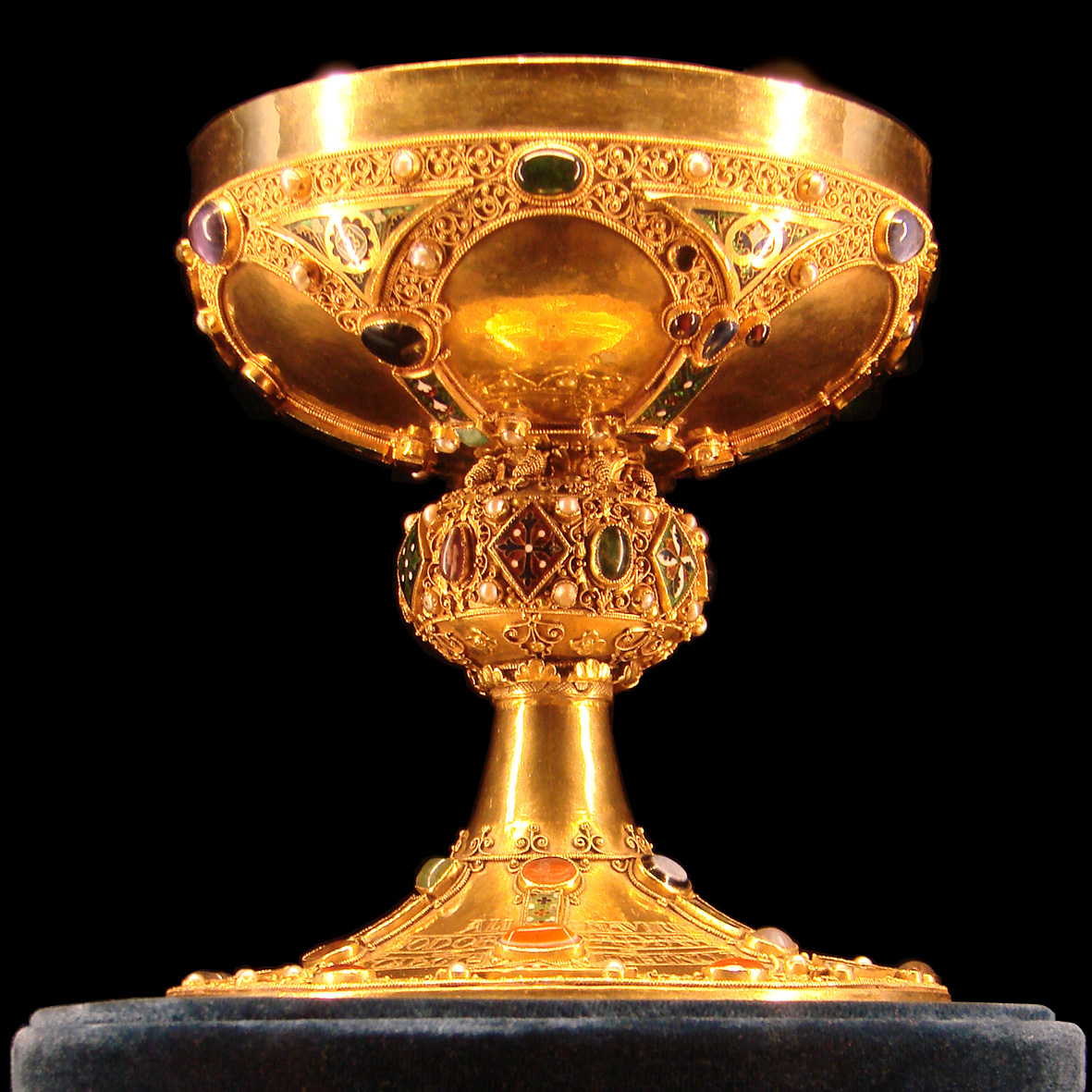
Mešní kalich, který obsahuje mešní víno smíchané s trochou vody, jež se mění v Kristovu krev

Kristova krev, známá také jako Nejsvětější krev Páně (Nejsvětější krev našeho Pána Ježíše Krista), označuje v křesťanské teologii jednak krev, kterou Ježíš Kristus prolil během pašijí a ukřižování, a dále rituální víno (mešní víno) během obřadu eucharistie, připomínky poslední večeři Krista. Charakter přítomnosti Kristovy krve ve víně je předmětem teologických výkladů a liší se v jednotlivých církvích.
Římskokatolická a východní katolické církve, východní pravoslavná církev, východní pravoslavné církve, asyrské a starověké východní církve, luteráni spolu s anglikány z High Church ji chápou jako skutečnou přítomnost Krista v eucharistii. Katolická církev používá termín „transsubstanciace“, kterým označuje proměnu chleba a vína v tělo a krev Kristovu. Východní pravoslavné církve používají k popisu této proměny stejný termín, jak je uvedeno v dekretech jeruzalémské synody z roku 1672 a v Katechismu svatého Filareta (Drozdova) z Moskvy.
Luteránské církve následují učení Martina Luthera a definují přítomnost Krista v eucharistických prvcích jako svátostné spojení (často nesprávně vykládané jako konsubstanciace), což znamená, že základní „substance“ Kristova těla a krve jsou doslova přítomny vedle substance chleba a vína, které zůstávají přítomny. Také luteráni věří v reálnou přítomnost a učí o ní. Ostatní protestantské církve myšlenku skutečné přítomnosti odmítají; eucharistické obřady zachovávají jako pouhé památky.

## Historie
V prvotní církvi přijímali věřící eucharistii v podobě konsekrovaného chleba a vína. Svatý Maximus vysvětluje, že ve Starém zákoně se maso obětní oběti sdílelo s lidem, ale krev oběti se pouze vylévala na oltář. Podle Nového zákona však byla Ježíšova krev nápojem, o který se dělili všichni Kristovi věrní. Svatý Justin Mučedník, raný církevní otec z 2. století, hovoří o eucharistii jako o stejném Kristově těle a krvi, které byly přítomny při jeho vtělení.
V církvi na Východě pokračovala tradice míšení způsob chleba a vína, zatímco na Západě měla církev ve zvyku přijímat eucharistii pod způsobou chleba a vína zvlášť, přičemž do kalicha se vkládal jen malý zlomek chleba. Na Západě bylo přijímání z kalicha stále méně účinné, protože nebezpečí šíření nemocí a nebezpečí rozlití (které by potenciálně bylo svatokrádeží) bylo považováno za dostatečný důvod k tomu, aby byl kalich ze společného přijímání zcela odstraněn nebo aby se podával jen při zvláštních příležitostech. Kněz jej však vždy konsekroval a pil bez ohledu na to, zda se ho účastnili laici. To byl jeden z hlavních problémů protestantské reformace, v důsledku čehož chtěla katolická církev nejprve odstranit dvojznačnost a znovu potvrdit, že Kristus je přítomen jako tělo i jako krev stejně pod oběma způsobami chleba a vína. Postupem času byl kalich více zpřístupněn laikům. Po Druhém vatikánském koncilu katolická církev plně povolila všem přijímat z kalicha při každé mši svaté, které se účastní shromáždění, a to podle uvážení kněze.

## Teologie
Hlavní článek: Teologie eucharistie

### Římskokatolická církev

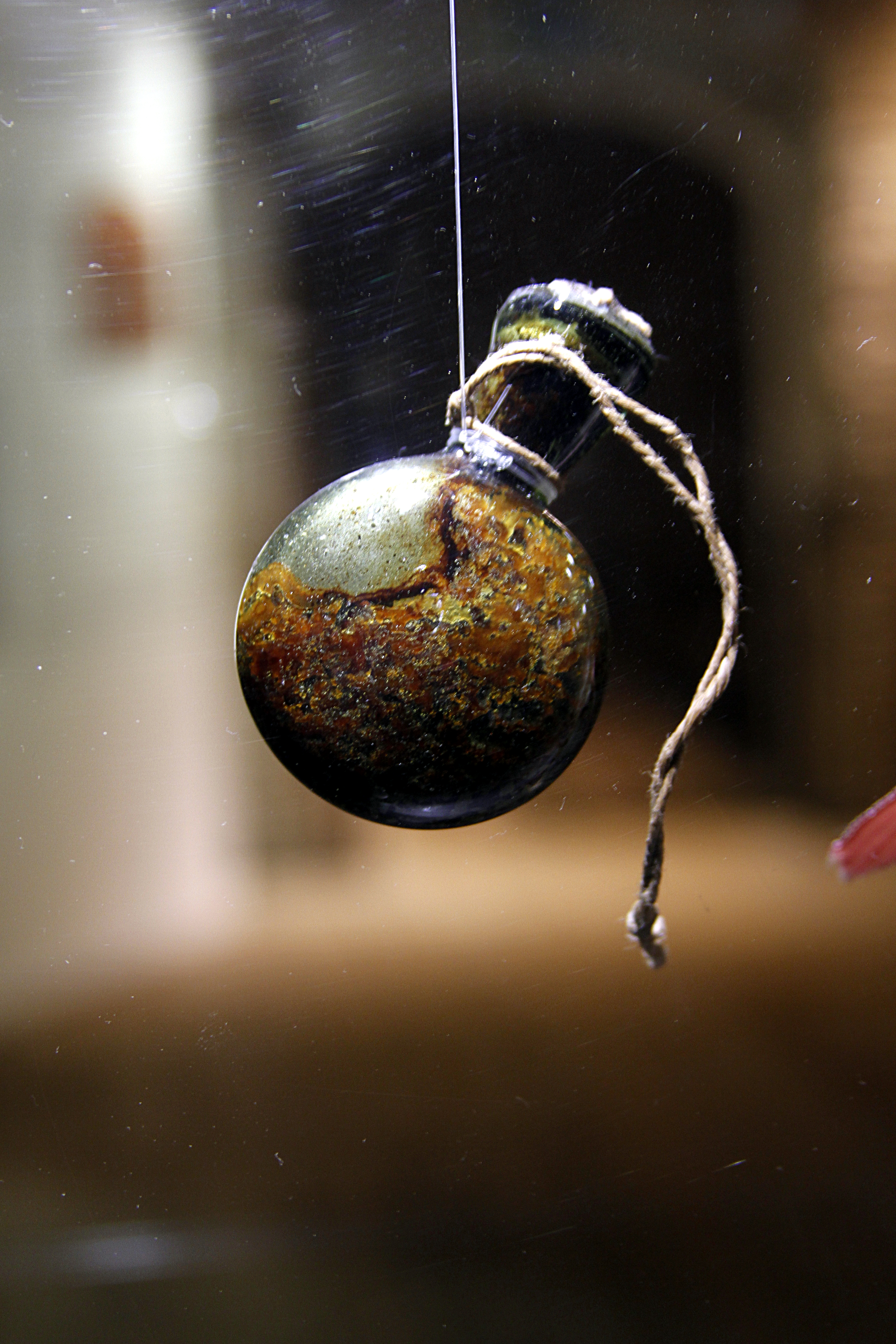
Relikvie Svaté krve v Santa Maria della Scala v Sieně

Katolická církev církev učí, že chléb a víno se díky transsubstanciaci stávají tělem, krví, duší a božstvím Krista – jinými slovy celým Kristem –, když jsou konsekrovány.
Úcta k Nejsvětější krvi byla zvláštním fenoménem vlámské zbožnosti v 15. a 16. století, který dal vzniknout ikonickému obrazu Milosti jako „pramene života“, naplněného krví, která vytéká z raněného „Božího Beránka“ nebo „svatých ran“ Krista. Tento obraz, který se stal námětem četných vlámských obrazů, byl zčásti podnícen proslulou relikvií Nejsvětější krve, která byla v Bruggách zaznamenána přinejmenším od dvanáctého století a která dala od konce třináctého století vzniknout obřadům, specifickým pro Bruggy, procesí „svatého zpěvu“ z jejich kaple.
Svátek Nejsvětější Krve Páně byl až do svého vyřazení ze všeobecného římského kalendáře v roce 1969 přiřazen k 1. červenci.
Součástí římskokatolické úcty k Nejsvětější krvi jsou různé modlitby. Mezi ty, které zmiňují Krev, patří Anima Christi, korunka milosrdenství svatých ran Ježíšových a korunka k Božímu milosrdenství.

### Pravoslaví
Pravoslavní učí, že to, co se přijímá při svatém přijímání, je skutečné vzkříšené Tělo a Krev Ježíše Krista. Na Západě se za okamžik, kdy se chléb a víno stávají Tělem a Krví Kristovou, považují slova ustanovení. Pro pravoslavné však neexistuje jeden definovaný okamžik; pravoslavná teologie uvádí pouze to, že na konci epikleze je proměna dokončena. Pravoslavní také nepoužívají latinský teologický termín transsubstanciace k definování proměny chleba a vína v Tělo a Krev Kristovu, používají slovo metousiosis bez přesného teologického rozpracování, které doprovází termín transsubstanciace.
Podle svatého Jana Damašského se svaté tajiny (pod způsobou chleba a vína) stávají neporušitelnými teprve tehdy, když je věřící křesťan ve stavu milosti skutečně přijme ve víře.

#### Zbožná úcta
V pravoslavných církvích a v těch východních katolických církvích, které se řídí byzantským ritem, neexistuje individuální úcta ke Kristově krvi odděleně od Kristova těla nebo oddělená od přijímání eucharistie.
Při přijímání eucharistie přijímají duchovní (jáhni, kněží a biskupové) Tělo Kristovo odděleně od Krve Kristovy. Poté se zbylé části konsekrovaného Beránka (Hostie) rozdělí a vloží do kalicha a Tělo i Krev Kristova se věřícím podávají pomocí liturgické lžičky (lat. per intinctionem).

## Umělecká vyobrazení
Prolitá Kristova krev byla v raně moderním italském umění častým tématem. Obrazy Krista zobrazeného na kříži a jako muže bolesti patřily trvale k nejkrvavějším obrazům křesťanského umění. Kristova krev byla přesvědčivým uměleckým symbolem jeho vtělení a oběti. Jako námět ke kontemplaci poskytovala věřícím prostředek k vyjádření jejich zbožnosti.

## Relikvie Krve Kristovy po celém světě
Hlavní článek: Relikvie související s Ježíšem
- Bazilika svaté Krve, Bruggy, Belgie
- Opatství Weingarten, Německo
- Opatství Fécamp, Fécamp, Francie
- Kostel sv. Jakuba, Rothenburg ob der Tauber, Německo
- Bazilika sv. Ondřeje, Mantova, Itálie
- Sudarium z Ovieda
- Turínské plátno
- Relikviář Svaté krve, Westminsterské opatství, Anglie